# Ağası Məmmədov
Ağası Məmmədov (transkrypcja z ros. Agasi Mammadow, w Turcji znany jako Agasi Ağagüloğlu; ur. 1 czerwca 1980 w Baku) − azerski amatorski bokser, reprezentant Azerbejdżanu i Turcji. Brązowy medalista olimpijski (Ateny 2004), mistrz świata (2003) i Europy (2000) w wadze koguciej (54 kg).

## Sportowa kariera
Pierwszy znaczący sukces na międzynarodowych zawodach osiągnął w wieku 16 lat, gdy we Włoszech został mistrzem Europy kadetów w wadze 48 kg.
W 1997 roku przyjął obywatelstwo Turcji i reprezentując ten kraj zadebiutował na mistrzostwach świata w turnieju wagi muszej (51 kg). Został wyeliminowany w pierwszej walce, przegrywając z Argentyńczykiem Omarem Narvaezem. Rok później, podczas mistrzostw Europy w Mińsku przegrał w ćwierćfinale na punkty z późniejszym złotym medalistą, Wołodymyrem Sydorenką (4:5).
W 1999 roku przeszedł do wagi koguciej (54 kg), w której osiągał swoje największe sukcesy. Choć na mistrzostwach świata w Houston odpadł w pierwszej walce, to już rok później, podczas czempionatu Europy w Finlandii zdobył złoty medal. W finale pokonał faworyzowanego dwukrotnego mistrza świata Raimkula Małachbiekowa (6:4). Cztery miesiące później wystąpił na igrzyskach olimpijskich w Sydney. Przegrał w ćwierćfinale z późniejszym tryumfatorem turnieju, Guillermo Rigondeaux (5:14).
W swoim trzecim występie podczas mistrzostw świata, w 2001 roku zdobył w Belfaście srebrny medal, ulegając w finale ponownie Rigondeaux. W tym samym roku Məmmədov zdobył w Tunisie złoty medal igrzysk śródziemnomorskich.
W 2002 roku rozstał się z kadrą Turcji i ponownie zaczął występować w barwach Azerbejdżanu. W październiku wygrał warszawski Turniej im. Feliksa Stamma, pokonując w finale turnieju wagi piórkowej (57 kg) mistrza Polski Krzysztofa Szota. Wkrótce potem powrócił jednak do wagi koguciej i rok później w Bangkoku po raz czwarty z rzędu wystartował w mistrzostwach świata. W drugiej rundzie turnieju zrewanżował się za poprzednie porażki obrońcy tytułu i zdecydowanemu faworytowi, Kubańczykowi Rigondeaux, pokonując go na punkty (16:13). W kolejnych walkach wyeliminował Tadżyka Usarowa (18:10), Bułgara Dałakliewa (21:15) i w walce o złoto Rosjanina Giennadija Kowalowa (17:8). Został tym samym pierwszym w historii azerskim mistrzem świata w boksie.
Wiosną 2004 roku wygrał turniej kwalifikacyjny w Baku i zagwarantował sobie udział w igrzyskach olimpijskich w Atenach. Zdobył tam brązowy medal, przegrywając w półfinale z Tajem Worapojem Petchkoomem.

## Wypadek samochodowy
Dwa miesiące po igrzyskach, w październiku 2004 roku Məmmədov uległ w centrum Baku poważnemu wypadkowi samochodowemu. Z obrażeniami czaszki i mózgu został w stanie ciężkim przewieziony do szpitala. Po kilku miesiącach rehabilitacji powrócił do zdrowia i wznowił treningi. Pierwotnie zapowiadano jego powrót do reprezentacji w 2006, a potem 2007 roku. Zmagał się jednak z nadwagą i nie był w stanie już odzyskać dawnej formy.